# Elena Könz
Elena Könz (Coira, 12 settembre 1987) è un'ex snowboarder svizzera.

## Palmarès

### Mondiali
- 1 medaglia:
  - 1 oro (big air a Kreischberg 2015)

### Coppa del Mondo
- Miglior piazzamento nella Coppa del Mondo generale di freestyle: 7ª nel 2015
- Miglior piazzamento nella Coppa del Mondo di slopestyle: 5ª nel 2015
- Miglior piazzamento nella Coppa del Mondo di big air: 7ª nel 2015
- 2 podi:
  - 2 terzi posti